# Кулиарчар (подокруг)
Кулиарчар (бенг. কুলিয়ারচর, англ. Kuliarchar) — подокруг на северо-востоке Бангладеш в составе округа Кишоргандж. Образован в 1921 году. Административный центр — город Кулиарчар. Площадь подокруга — 104,01 км². По данным переписи 1991 года численность населения подокруга составляла 133 327 человек. Плотность населения равнялась 1282 чел. на 1 км². Уровень грамотности населения составлял 21,6 %.